# De Wijzer
De Wijzer is een historisch pand aan de Kapelstraat 57 te Hasselt. Het gebouw, dat oorspronkelijk bekend stond als "De Kleyne Weyser" en "De Groote Weyser", heeft een rijke geschiedenis die teruggaat tot de 16e eeuw. Het pand is gebouwd in vakwerkbouw en heeft later verschillende wijzigingen ondergaan, waaronder een belangrijke heropbouw in 1727 door Arnold Mathijs in classicistische stijl.

## Geschiedenis

### Vroege geschiedenis
De eerste bekende eigenaar van het pand was Lambert Smeets in 1704. Rond 1724 kwam het gebouw in handen van Arnold Mathijs, die in 1727 de oorspronkelijke vakwerkgevel van de benedenverdieping verving door een bakstenen gevel. Deze heropbouw was kenmerkend voor de 18e eeuw en paste in de trend om oudere panden te moderniseren met classicistische elementen. Andere bekende eigenaren en huurders voor 1900 waren onder andere oud-burgemeester Petrus Eyben in 1785 en Catharina Stappers in 1786. Tegen het einde van de 19e eeuw werd het pand gebruikt door rijtuigverhuurders Jan en Jozef Libert & Grené.

### 20e eeuw tot heden
In de vroege 20e eeuw was het pand eigendom van rijtuigverhuurder André (alias Henri) Grené. Later, in 1935, kwam het in handen van Cuypers en in 1936 van Alfons Verjans, die er een aannemersbedrijf in schilderwerken van maakte. In 1953 werd de onderste helft van het pand afgebroken, maar de bovenverdieping en het dak bleven in hun oorspronkelijke staat behouden. Een belangrijke verbouwing vond plaats in 1974, toen de gevel op het gelijkvloers werd vernieuwd naar een ontwerp van architect Louis Van de Vondel. De meest recente aanpassing dateert uit 1993, waarbij het handelspand werd verbouwd onder leiding van architect Jean-Pierre Verhelst, in opdracht van Kinnaird bvba Hasselt. Sinds 1994 is de boetiek "Helsen Ladies" gevestigd op de begane grond.

## Functies door de eeuwen heen
16e-19e eeuw: Woonhuis en handelshuis.
Einde 19e eeuw: Rijtuigverhuurbedrijf onder Libert & later Grené.
1935: Garage Cuypers gebruikte het pand voor de verkoop van occasiewagens.
1928-1936: Schoenwinkel van Joseph Praets, die later verhuisde naar Aldestraat 11.
1936: Het pand werd omgevormd tot een aannemersbedrijf voor schilderwerken door Alfons Verjans.
1955: Schoonheidsinstituut en parfumerie Verjans.

## Architectonische kenmerken
De Wijzer is een karakteristiek hoekpand in gesloten bebouwing met een perceelgrootte van 130 m². Het gebouw bestaat uit een combinatie van een vakwerkconstructie en classicistische stijlkenmerken. De benedenverdieping, gebouwd in baksteen, is voorzien van recente hardstenen steekboogvensters, terwijl de bovenverdieping wordt gekenmerkt door een uitkragende houten structuur ondersteund door zware modillons. 

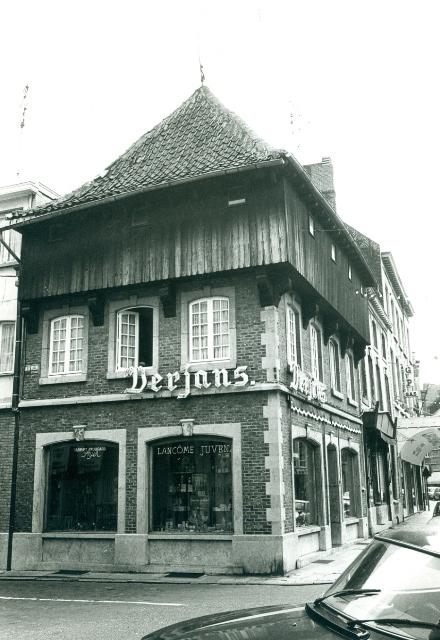
De Wijzer zoals het er uitzag in 1975

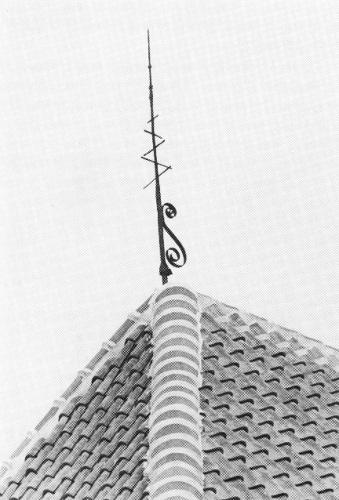
Smeedijzeren dakbekroning van De Wijzer (1979)

De dakbekroning van het pand bestaat uit smeedijzer in de vorm van een verticale piek met een hoogte van ongeveer 1 meter. De smeedijzeren voluut aan de rechterkant verbindt het geheel met de nok van het dak. Oorspronkelijk werd de top gesierd door een metalen wimpel. Deze dakbekroning is een decoratief en functioneel element dat bijdraagt aan het karakteristieke silhouet van het gebouw.

## Huidige staat
Vandaag de dag wordt De Wijzer nog steeds gebruikt als woon- en handelshuis. De architecturale veranderingen weerspiegelen de evolutie van het gebouw door de eeuwen heen, van rijtuigverhuur tot boetiek. De combinatie van historische en moderne functies maakt het een markant onderdeel van het stadsbeeld van Hasselt.

## Eigenaren en huurders sinds 1900
Begin 20e eeuw: André (alias Henri) Grené, rijtuigverhuurder.
1935: Cuypers, occasiewagens.
1928-1936: Joseph Praets, schoenwinkel.
1936: Alfons Verjans, aannemersbedrijf schilderwerken.
1993: Familie Helsen, huidige eigenaar.

## Verbouwingen
1727: Heropbouw door Arnold Mathijs met classicistische baksteengevel. 
1953: Afbraak van de onderste verdieping en behoud van de bovenverdieping.
1974: Vernieuwing van de gevel gelijkvloers door architect Louis Van de Vondel.
1993: Verbouwing van het handelspand naar ontwerp van architect Jean-Pierre Verhelst.